# Cerastes gasperettii
Cerastes gasperettii е вид змия от семейство Отровници (Viperidae). Видът не е застрашен от изчезване.

## Разпространение и местообитание
Разпространен е в Йемен, Израел, Йордания, Ирак, Иран, Катар, Кувейт, Обединени арабски емирства, Оман и Саудитска Арабия.
Обитава скалисти райони, пустинни области, места с песъчлива почва и дюни.

## Описание
Популацията на вида е стабилна.